# Rufino Blanco-Fombona
Rufino Blanco-Fombona (n. 17 iunie 1874 - d. 16 octombrie 1944) a fost un scriitor și om politic venezuelean, personalitate marcantă a Americii Latine.

## Opera
- 1899: Trubaduri și cântece ("Trovadores y trovas");
- 1904: Povestiri americane ("Cuentos americanos");
- 1907: Omul de fier ("El hombre de hierro");
- 1911: Cântece din închisoare și surghiun ("Cantos de la prisión y del destierro");
- 1915: Omul de aur ("El hombre de oro");
- 1917: Mari scriitori americani ("Grandes escritores de América");
- 1921: Conchistadorul spaniol al secolului al XVI-lea ("El conquistador español del siglo XVI");
- 1933: Drumul neîmplinirii ("Camino de imperfección").